# Überprägung (Numismatik)
Überprägung ist ein Vorgang, bei dem eine bereits geprägte Münze ein neues Gepräge von einem anderen Münzstempel erhält. Mitunter sind noch Reste des ursprünglichen Münzbildes sichtbar. Eine Sonderform und keine Überprägung im engeren Sinn ist der Doppelschlag, bei dem auf Grund einer Fehlprägung, die Prägung doppelt, aber mit demselben Stempel ausgeführt wurde. Bei einer Überprägung ist beabsichtigt, der Münze ein anderes Gepräge als zuvor zu geben. Deshalb werden bei einer Überprägung andere Stempel eingesetzt. Die Überprägung ist auch von der Gegenstempelung zu unterscheiden.  Während die Überprägung das gesamte vorherige Münzbild beidseitig zu überprägen versucht, beschränkt sich die Gegenstempelung auf eine Teilfläche der Münze und erfolgt im Regelfall einseitig.

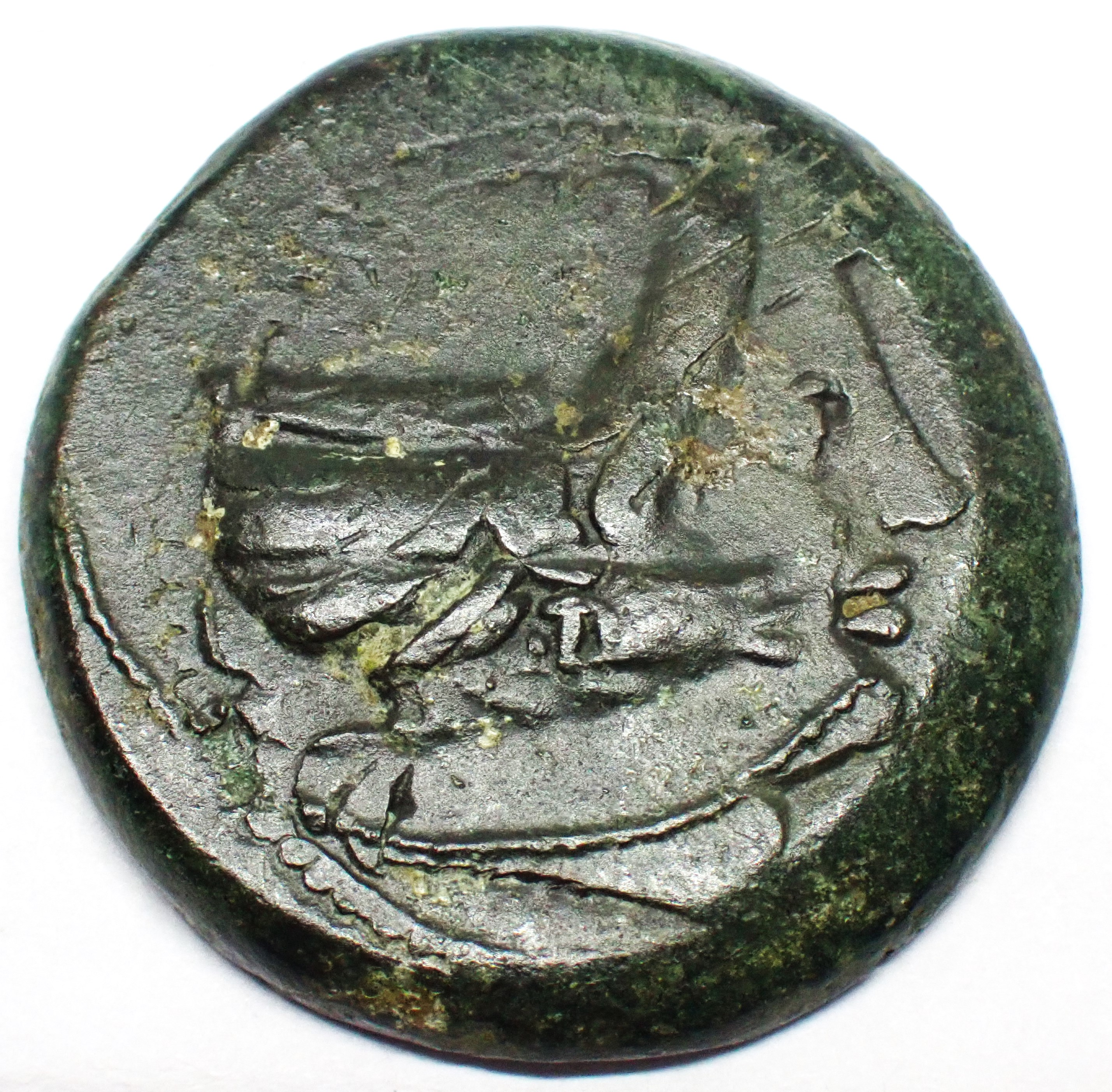
Überprägung Bronzemünze aus Kyzikos: Prora (Schiffbau) über Apollonkopf

## Erläuterung
Überprägungen kamen vor, wenn bei einem Regierungswechsel die Umlaufmünzen aus Zeitmangel mit einem neuen Münzstempel überprägt werden mussten, oder aus politischen Gründen, wenn ein Herrscher die Münzen seines Gegners durch Überprägen aus dem Verkehr zog. In der Antike sind diese Stücke wichtige Geschichtsdokumente, da die überprägten Münzen bestimmte wirtschaftliche und politische Fakten belegen und einordnen können.

## Beispiele
- Im zweiten Aufstand der Juden gegen die Römer wurden römische und provinzial-römische Münzen mit den verhassten Kaiserbildnissen überprägt.[1]

- Im Mittelalter wurden die verrufenen und eingezogenen Brakteaten vielfach nur gewalzt und überprägt. Bei solchen Blechmünzen waren mitunter noch deutliche Spuren der alten Prägung sichtbar, was manchmal zu Fehlbestimmungen dieser Pfennige führte.[1]

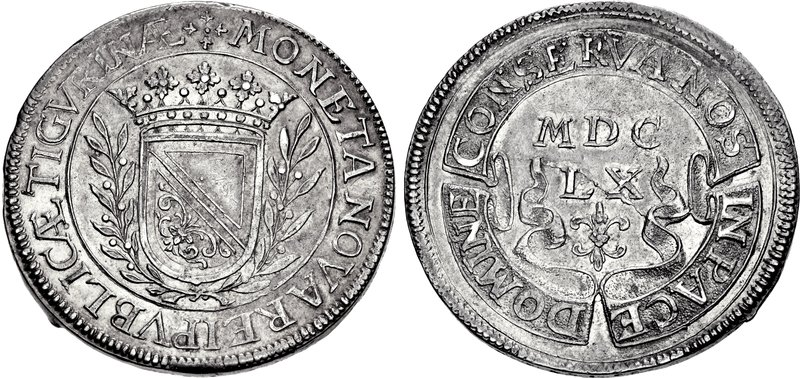
Dieser Wasertaler von 1660 wurde 1661 zum Zürcher Taler

- Der  Wasertaler, auch Hochmutstaler genannt, ist ein nach dem Bürgermeister von Zürich, Johann Heinrich Waser (1600–1669), benannter Taler aus dem Jahr 1660. Der Taler erregte den Unwillen der republikanischen Einwohner Zürichs und wurde eingezogen und mit anderen Münzstempeln überprägt. Der Soldvertrag mit Frankreich wurde 1663 von Zürich unter der Führung Wasers gegen starke innere Widerstände erneuert. Waser war als Staatsmann umstritten. Ihm wurde mehrfach untreue Amtsführung vorgeworfen.[3] Die Wasertaler wurden mit den Stempeln des Zürcher Talers von 1661 überprägt. Die Überprägung geschah demnach aus politischen Gründen.

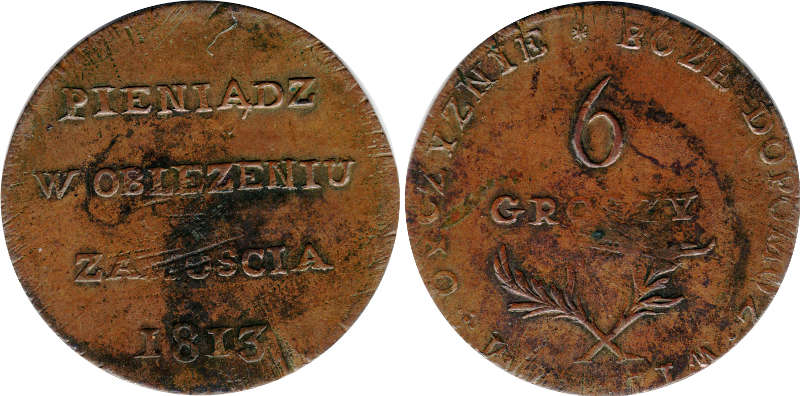
6 Groszy 1813, Notmünze von Zamość

- Um den Zahlungsverkehr aufrechtzuerhalten, kam es besonders bei größeren Kriegen zur Ausprägung von Belagerungsmünzen. Die Überprägung von vorhandenen fremden Münzen war eine Möglichkeit, die Herstellung zu vereinfachen und Zeit zu sparen. Bei der Herstellung der Notmünzen von Zamość sind die 6-Groszy-Stücke aus Kupfer von 1813 durch Überprägung der vorhandenen österreichischen 6-Kreuzer-Stücke hergestellt worden. Sie wurden während der Belagerung durch russische Truppen von der polnisch-sächsischen Garnison unter General Haucke geprägt. Die Prägung der Notmünzen war erforderlich, um die dringend benötigten Nahrungsmittel für die Belagerten bei den Belagerern kaufen zu können. Die Herstellung der Münzen musste auf schnellstem Weg realisiert werden.[4]

## Besonderheiten

### Russland

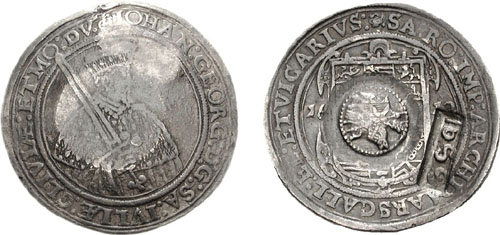
Aus dem sächsischen Vikariatstaler von 1612 wurde der Jefimok von 1655

Die Überprägung fremder Taler in Russland Mitte des 17. Jahrhunderts geschah nicht zur vollständigen Beseitigung des ursprünglichen Gepräges, sondern zur Kenntlichmachung ihrer Umlaufberechtigung. Sie wurden zu russischen Talern mit dem Namen Jefimok im Wert von 64 Kopeken mit dem Bild des Heiligen Georgs. Der Name der Münzen leitet sich vom Joachimstaler (Jefimok–Joachim) ab, einem Guldengroschen, der wegen seines zuverlässig hohen Silberanteils ebenfalls Namensgeber des Talers und des Dollars war. Die Jefimki, unter dem Zaren Alexai Michailowitsch (1645–1667) waren es hauptsächlich in Moskau gegengestempelte oder überprägte deutsche und niederländische Taler, blieben bis zu ihrem Verbot 1659 im Umlauf. Diese Überprägung wird oft auch als Gegenstempelung bezeichnet.

### Frankreich

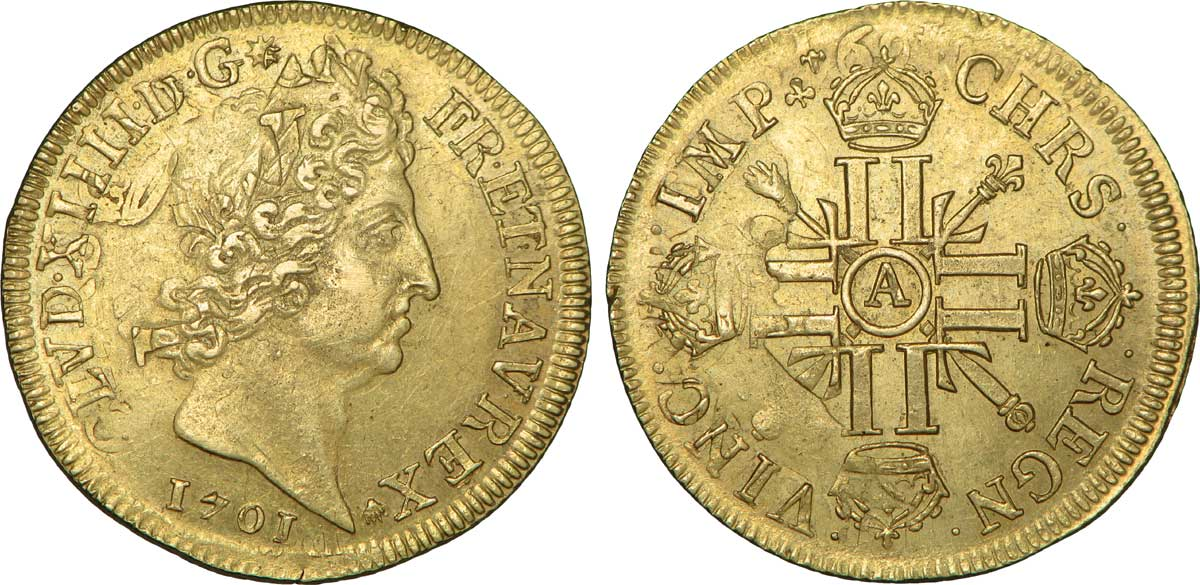
Double Louis d’or von 1701

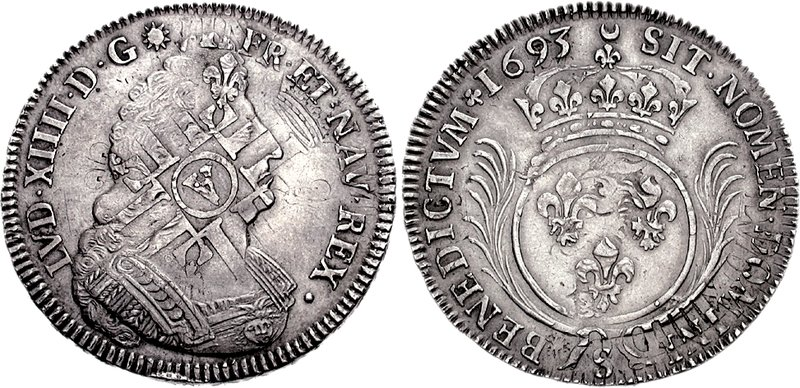
Écu von 1693

Besonders auffällig in der Ausführung sind die überprägten Münzen Frankreichs in der Regierungszeit König Ludwigs XIV. (1643–1715) und Ludwigs XV. (1715–1774). Sie stammen aus der sogenannten Epoche der Réformation. Das französische Wort Réformation bedeutet auf Deutsch Umformung oder Umprägung. Verwendet wurden z. B. der Écu, der 1⁄2 Écu sowie der Louis d’or und andere Ausgaben. Vor allem während der Regierungszeit des Sonnenkönigs Ludwig XIV. wurden die umlaufenden Münzen zu einem festgelegten Kurs eingezogen, mit neuen Münzstempeln überprägt und zu einem höheren Zwangskurs wieder ausgegeben. Frankreich verschaffte sich damit die notwendigen Mittel für Raubkriege gegen seine Nachbarn, die Niederlande und das Heilige Römische Reich. Die Überprägung der eingezogenen Stücke wurde zum Teil so schlecht ausgeführt, dass noch Partien des Münzbildes des vorherigen Gepräges sichtbar sind.
Nach v. Schrötter nennen die Franzosen „Reformation“

„die zur Beschaffung der Kriegsmittel veranstalteten willkürlichen Herabsetzungen der umlaufenden und einzuziehenden Münzen und die Werterhöhung der wieder in Umlauf gesetzten [überprägten Stücke] […].“

Da Münzen teilweise durch mangelhafte Überprägung verunstaltet wurden, kam es im großen Maßstab zu Fälschungen.
Der abgebildete doppelte Louis d’or von 1701 und der Écu von 1693 zeigen auf beiden Seiten deutliche Spuren der Überprägung. Die Vorderseite des silbernen Écu mit dem Porträt des Sonnenkönigs wurde auffällig schlecht ausgeführt. Die Qualität der Überprägung können Präger einer Münzstätte beeinflussen. Bei wenigen Münzen sind keine oder kaum Überprägungsspuren vorhanden. Absichtliche Prägemängel können daher bei auffällig schlecht ausgeführten Stücken nicht ausgeschlossen werden.

### Vereinigtes Königreich
Außer der Shilling- und Sixpence-Serie von 1787 waren im Vereinigten Königreich seit etwa 1750 kaum Silbermünzen geprägt worden, ein Mangel, dem zufolge zahlreiche ausländische Silbermünzen inoffiziell zirkulierten. Diese, meist erbeutete mexikanische Dollars (Peso zu 8 Reales), waren seit 1797 durch Gegenstempel mit Bildnis König Georgs III. legalisiert, im Wert von 4 Shillings 9 Pence. Wegen zahlreicher Fälschungen entschloss man sich 1804 jedoch zu einer kompletten Überprägung derartiger Dollars.
Die Bank of England beauftragte damit die leistungsfähige Soho Mint von Matthew Boulton; die Prägestempel stammten von dem dort tätigen deutschen Medailleur und Stempelschneider Conrad Heinrich Küchler. Die Vorderseite zeigt das Bildnis Georgs III., die Rückseite eine sitzende Britannia mit Olivenzweig, Speer, Schild, Bienenkorb und Füllhorn sowie der Umschrift „BANK OF ENGLAND / FIVE SHILLINGS / DOLLAR / 1804“. Eine zweite Serie erschien 1810/11 mit unveränderter Jahreszahl 1804, so dass zuweilen ein späteres Prägejahr der überprägten Münze als das der Überprägung zu erkennen ist. Diese Bank-Token blieben bis zur großen Münzreform von 1816 im Umlauf.